# موتور یوسف حسن زهی
موتور یوسف حسن زهی یک منطقهٔ مسکونی در ایران است که در دهستان گوهرکوه واقع شده‌است.